# めがね橋 (飯田市)
めがね橋（めがねばし）は、長野県飯田市、谷川に架かる飯田市道の橋。石造アーチ橋で、径間は約3メートル、石積みの長さは21.8メートル。信濃の橋百選。旧称は長姫橋（おさひめばし）、谷川橋。

## 歴史
JR飯田線・桜町駅から南下し、中央公園にさしかかる辺りで道端に立っている鋳物の欄干が本橋の目印である。橋の下を流れる谷川は天竜川水系の一級河川で、やがて松川へと合流している。この川によって飯田市中心市街地は橋北地区と橋南地区に分けられている。
近世の時代、当地には木橋が架けられていた。江戸時代初期の城絵図『飯田城図』などには欄干のある木橋が描かれているが、当時は橋南地区の堀端通り（現・銀座通り）から急坂を下って橋を渡り、また急坂を上って橋北地区の伝馬町に至っていた。
明治維新後には下伊那郡飯田町の改造と伊那街道の改修が行われ、将来的な馬車の通行も見越して、石橋が架けられることとなった。設計は今村真幸（座光寺）、施工は上郷村村民が担い手となり、その際に橋の前後にあった坂は飯田城の石垣の石と真砂を用いて埋め立てられた。石橋は1878年（明治11年）に完成し、飯田城の古名である長姫城から「長姫橋」と名付けられたが、飯田市民にはその形状から「めがね橋」もしくは「谷川橋」と呼ばれた。
1947年（昭和22年）4月に飯田市街地の80パーセントを焼失する飯田大火が起こると、長姫橋付近も焼け野原となった。大火後の都市計画では長姫橋より上流側の谷川が暗渠化されて公園となり、長姫橋の石製の欄干は鋼鉄製のものに取り換えられた。また、名称も「めがね橋」と正式に改められた。